# Псевдопръстен
Псевдопръстен в теория на пръстените е алгебрична структура, удоволетворяваща условията за пръстен, без единичен елемент относно умножението.
Формално псевдопръстен е множество {\displaystyle R}, с две бинарни операции (наречени събиране – '+' и умножение – '.'), изпълняващо трите условия:
1. Множеството е абелова група относно събирането
2. Множеството е полугрупа относно умножението
3. Умножението е дистрибутивно.